# Hakeem Nooruddin
Al-Haaj Maulana Hakeem Nooruddin (Bhera, Punjab 1841 - 13 maart 1914) was de eerste khalifatul Masih van de Ahmadiyya Moslim Gemeenschap.

## Biografie
Hakeem Nooruddin werd geboren in 1841 in het toenmalige Brits-Indië. Hij was de lijfarts van de maharadja van Jammu en Kasjmir gedurende vele jaren. Hij reisde veel, en verbleef 4 jaar in de heilige steden Mekka en Medina voor religieuze studies. Zijn kennis van de Koran en de Hadiths werd geroemd door vele geestelijken.
Hij had veel bewondering voor Mirza Ghulam Ahmad en besloot om bij hem in Qadian te gaan wonen. Zijn lezingen in de plaatselijke moskee werden door hoorders uit de verre omtrek bezocht. Samen met Mirza Ghulam Ahmad verdedigde hij de islam tegen de aanvallen van de Arya-Samaj-sekte in talloze geschriften en debatten.
Hij was de eerste die trouw beloofde aan Mirza Ghulam Ahmad en op 23 maart 1889 "baiat" deed, nadat Mirza Ghulam Ahmad claimde de Messias en Mahdi te zijn en de Ahmadiyya Moslim Gemeenschap oprichtte.
Na de dood van Mirza Ghulam Ahmad in 1908 werd hij unaniem uitgeroepen tot opvolger van de Messias (Khalifatul Masih). Hij vervulde deze taak tot zijn dood in 1914. Hij werd opgevolgd door Mirza Bashiruddin Mahmood Ahmad